# Hala Tivoli
La Hala Tivoli è un'arena sportiva coperta situata a Lubiana, in Slovenia, utilizzata per varie discipline sportive e come sede di concerti musicali.